# یوزف اورت
یوزف اورت (چکی: Josef Orth؛ زادهٔ ۱۹۱۴) یک بازیکن فوتبال اهل چکسلواکی است.
از باشگاه‌هایی که در آن بازی کرده‌است می‌توان به باشگاه فوتبال اسلوان براتیسلاوا اشاره کرد. وی عضو تیم ملی فوتبال چکسلواکی در جام جهانی فوتبال ۱۹۳۸ بوده است.